# Jelići (Republika Serbska)
Jelići (cyr. Јелићи) – wieś w Bośni i Hercegowinie, w Republice Serbskiej, w gminie Višegrad. W 2013 roku liczyła 9 mieszkańców.